# Bucculatrix acerifoliae
Bucculatrix acerifoliae är en fjärilsart som beskrevs av Heinrich 1937. Bucculatrix acerifoliae ingår i släktet Bucculatrix och familjen kronmalar. Inga underarter finns listade i Catalogue of Life.